# Enzlar
Enzlar  (fränkisch: Endsla) ist ein Gemeindeteil des Marktes Markt Bibart im Landkreis Neustadt an der Aisch-Bad Windsheim (Mittelfranken, Bayern). Enzlar liegt in der Gemarkung Altmannshausen.

## Geografie
Durch den Weiler fließt ein namenloser Bach, der unmittelbar westlich als linker Zufluss in die Bibart mündet. Die Bundesstraße 8 führt nach Possenheim (4,2 km westlich) bzw. nach Altmannshausen (3 km südöstlich). Die Bundesstraße 286 zweigt von der B 8 ab und führt nach Ziegenbach (2 km nördlich).

## Geschichte
Der Ort wurde 1356 im Lehenbuch Gerlachs von Hohenlohe als „Enslaren“ erstmals erwähnt. Das Grundwort ist ‚hlār‘ (germanisch für Weidepferch). Hieraus kann man schließen, dass der Ort deutlich früher gegründet wurde, als noch germanische Lehnwörter im Gebrauch waren. Das Bestimmungswort bleibt in seiner Bedeutung unklar.
Gegen Ende des 18. Jahrhunderts bestand Enzlar aus drei Höfen. Der Hof nördlich des Baches lag im Fraischbezirk der Schenken von Limpurg zu Speckfeld, die zwei Höfe südlich des Baches im Fraischbezirk des würzburgischen Amtes Markt Bibart.
Im Rahmen des Gemeindeedikts (frühes 19. Jahrhundert) wurde Enzlar dem Steuerdistrikt Markt Bibart und der Ruralgemeinde Hellmitzheim zugeordnet. Wenig später wurde der Ort nach Altmannshausen umgemeindet. Am 1. Januar 1976 wurde Enzlar im Zuge der Gebietsreform in Bayern nach Markt Bibart eingemeindet.

### Baudenkmäler
- Haus Nr. 3: dazugehörige Scheune[12]

ehemalige Baudenkmäler

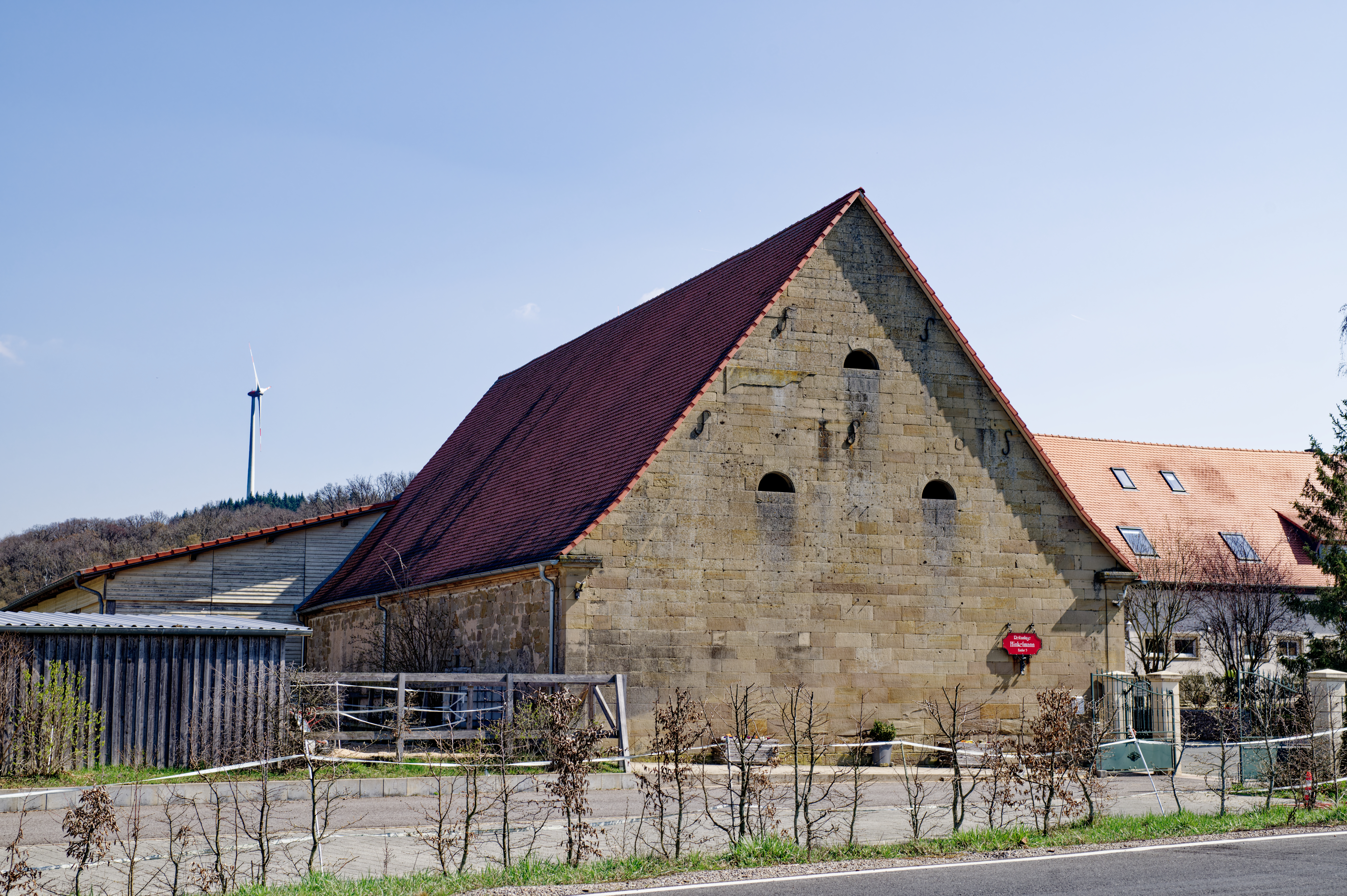
Scheune

- Bauernhof südlich der Bundesstraße 8 (ehemals Haus Nr. 1). Erdgeschossiges Wohnstallhaus mit Satteldach auf profiliertem hölzernem Traufgesims. Im Keilstein des segmentbogig schließenden Hausteinrahmens der Tür datiert „GFS 1865“. Verputzter Massivbau mit Sockel und Kranzgesims. An den Ecken geknickte Hausteinpilaster. Im rechten Winkel steht eine Scheune aus Sandsteinquadern. Geknickte Eckvorlagen mit Kranzgesims. Im Satteldach drei Fledermausgaupen. Im Giebel drei Halbkreisfenster.[13]
- Haus Nr. 1: Wohnstallhaus, wohl 18. Jahrhundert. Erdgeschossiges Fachwerkhaus mit steilem Giebeldach. Wandhohe und K-förmige Streben. Sockel aus Sandsteinquadern.[13]
- Haus Nr. 2: Zweigeschossiges Wohnstallhaus mit Walmdach. Über der Tür Beilzeichen (Freiherren von Franckenstein) und Jahreszahl „1853“. Verputzter Massivbau mit Hausteinsockel und Hausteinkanten. Rechteckfenster mit Hausteinrahmen. Etwa gleichzeitig zweitorige Scheune: Verputzter Massivbau mit erneuertem Satteldach. An den Toren Hausteinrahmen aus verzahnten Quadern. Schlitzfenster in zwei Reihen übereinander. An der östlichen Giebelseite zwei vermauerte Halbkreisöffnungen mit Hausteinrahmen. Drei Torpfeiler aus Quadern, Mitte des 19. Jahrhunderts, mit Satteldach, dessen Schrägen profiliert sind.[13]

### Einwohnerentwicklung
| Jahr      | 001818 | 001840 | 001861 | 001871 | 001885 | 001900 | 001925 | 001950 | 001961 | 001970 | 001987 |
| Einwohner | 36     | 35     | 32     | 25     | 21     | 24     | 32     | 32     | 29     | 31     | 22     |
| Häuser    | 5      | 3      |        |        | 3      | 3      | 4      | 3      | 6      |        | 5      |
| Quelle    | [ 8 ]  | [ 10 ] | [ 15 ] | [ 16 ] | [ 17 ] | [ 18 ] | [ 19 ] | [ 20 ] | [ 21 ] | [ 22 ] | [ 1 ]  |

## Religion
Enzlar ist seit der Reformation evangelisch-lutherisch geprägt und nach Hellmitzheim gepfarrt.